# Distretto di Ak-Talaa

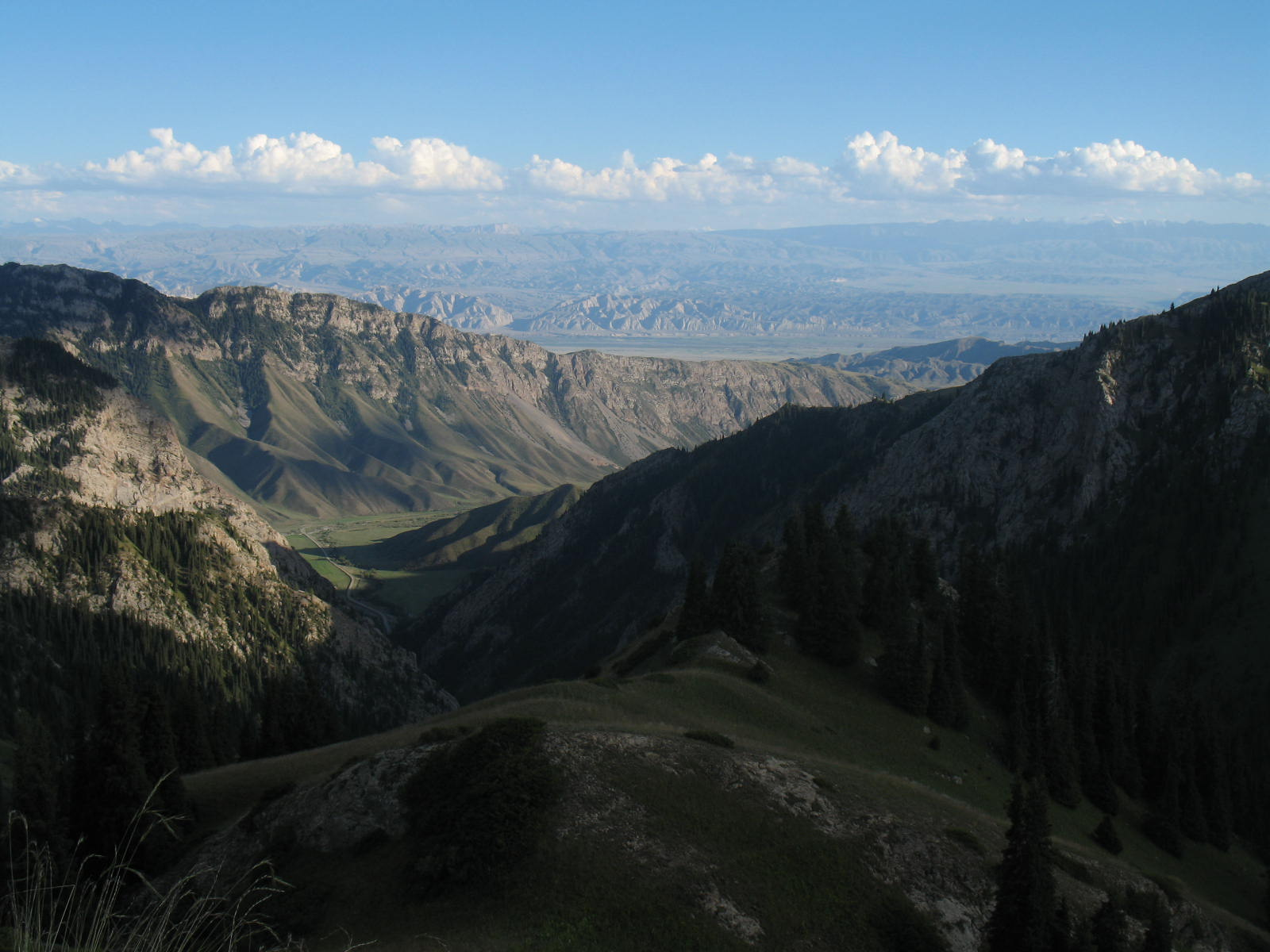
Panorama dal distretto visto dal passo Moldo Ashuu

Il distretto di Ak-Talaa (in kirghiso Ак-талаа району?, Ak-talaa rayonu) è un distretto (raion) del Kirghizistan con  capoluogo Baetov.